# TG Landshut
Die Turngemeinde Landshut von 1861 e. V, kurz TG Landshut, ist ein deutscher Sportverein aus der Stadt Landshut.

## Geschichte
Am 21. August 1861 wurde wenige Tage nach dem in Landshut ausgetragenen Turnfest in der Gaststätte Geisenhauserbräu der Turn-Verein (TV) Landshut gegründet. 1882 erfolgte die Gründung des Männer-Turnvereins (MTV) Landshut. Am 25. März 1919 wurde die Vereinigung der beiden Vereine vollzogen, auf diese Weise entstand die TG Landshut, den Vorsitz des neuen Vereins übernahm Wilhelm Wengenroth. Im Jahr 1921 betrug die Mitgliederzahl des Vereins 1200. Im Jahr 1928 wurde die Turnhalle an der Wittstraße eröffnet.
Die Fertigstellung des an der Sandnerstraße gelegenen Sportzentrums West erfolgte 1984 und somit im vorletzten Amtsjahr des langjährigen Vereinsvorsitzenden Otto Hezner. Mitte der 1980er Jahre verfügte der Verein über mehr als 7000 Mitglieder.
Mit Stand 2020 gibt es in der TG 24 Abteilungen.

## Basketball
Die Basketballabteilung entstand 1962. Von 1970 bis 1986 war Volker Linke Abteilungsleiter. Die Herrenmannschaft stieg 1993 in die 2. Basketball-Bundesliga auf. Der Mannschaft gelang im zweiten Jahr der Ligazugehörigkeit als Meister der 2. Bundesliga Süd 1995 der Sprung in die Basketball-Bundesliga. Zu der von Trainer Scott Etnyre und den Managern Pete Miller sowie Franz Buchenrieder betreuten Meistermannschaft gehörten Spieler wie Robert „Bobby“ Wheeler, Christian Bischoff, Olaf Radatz und Peter Cole. Das erste Bundesliga-Spiel der Vereinsgeschichte bestritt die unter dem Namen TG Hitachi Landshut angetretene Mannschaft am 17. September 1995 gegen Trier. Trainiert wurden die Landshuter in der Bundesliga-Saison 1995/96 bis November 1995 von Jim Parks, dann übergangsweise von Pete Miller sowie ab Januar 1996 von Bill Magarity. Sie schlossen das Spieljahr aber mit 8:44 Punkten als Tabellenletzter ab und verpassten in der anschließenden Relegationsrunde den Klassenerhalt. Bester Korbschütze Landshuts 1995/96 war der US-Amerikaner Ruben Nembhard, der mit 21,5 Punkten je Begegnung auf dem fünften Rang der Bundesliga-Korbjägerliste stand. Im Spieljahr 1996/97 waren die Landshuter wieder in der 2. Bundesliga Süd vertreten, die Mannschaft wurde aber im Laufe der Saison vom Spielbetrieb zurückgezogen.
In der Saison 2008/09 war die Mannschaft unter dem Namen TG Renesas Landshut in der 2. Bundesliga ProB vertreten. Dort wurden die Landshuter zunächst von Trainer Robert Scheinberg, ab Anfang November 2008 dann von Marko Simić betreut, Manager war Franz Buchenrieder. Nach der Saison 2008/09 zog sich die TG-Mannschaft aus der 2. Bundesliga ProB zurück, die Spielberechtigung wurde an die zweite Mannschaft der Skyliners Frankfurt übertragen. Mit Ablauf der Saison 2020/21 gelang den TG-Basketballern der Aufstieg in die fünftklassige Basketball–Bayernliga.

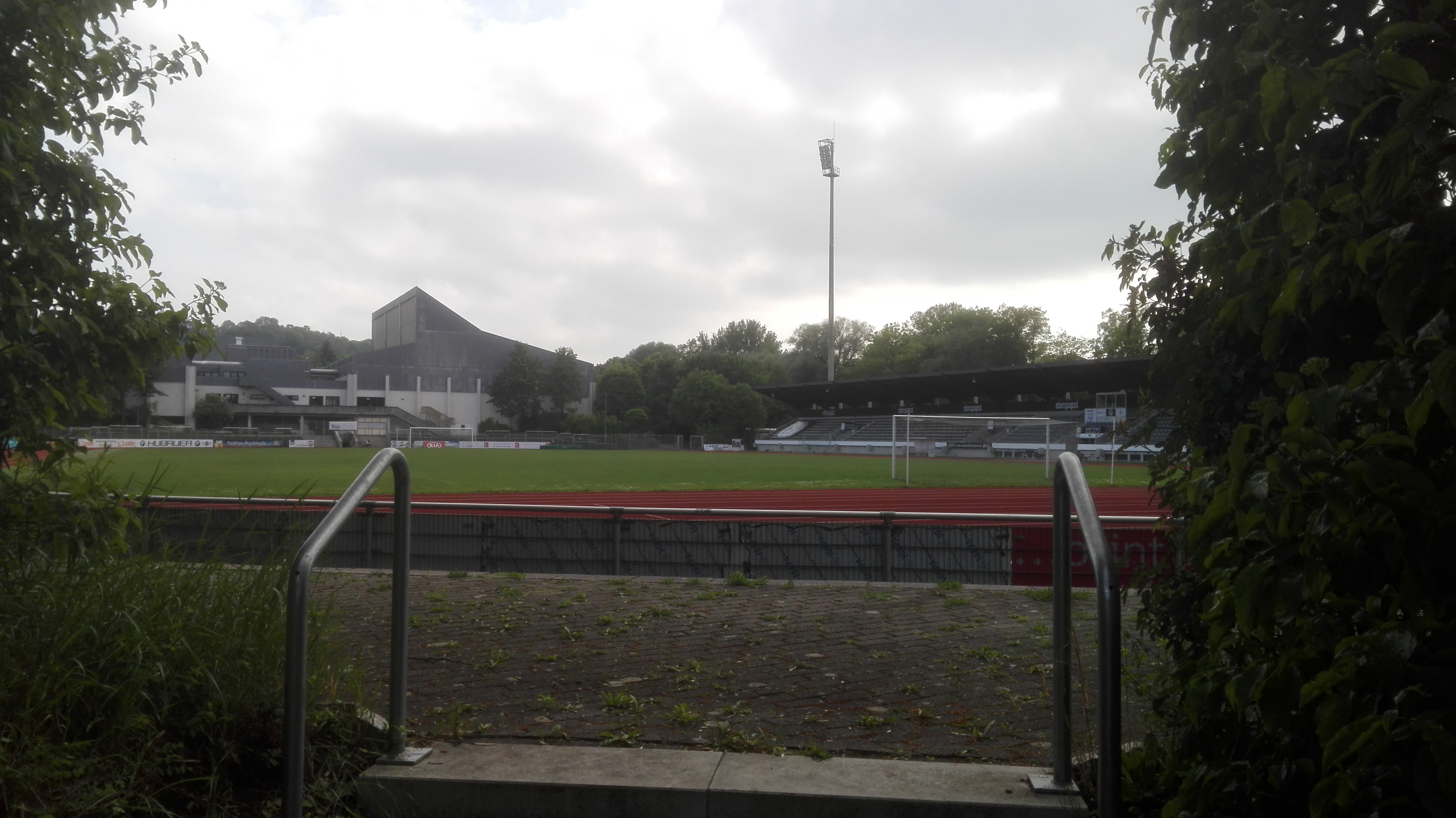
Sportzentrum West Landshut mit Hallenkomplex

### Erfolge
- 1995 Aufstieg in die Bundesliga
- 1995 Meister 2. Bundesliga Süd
- 1993 Aufstieg in die 2. Bundesliga
- 1993 Meister Regionalliga Südost
- 1992 Aufstieg in die Regionalliga
- 2008 Aufstieg in die Pro B
- 2009 Bundesliga Pro B

## Handball
Die Handballabteilung des TG Landshut ist ein erfolgreicher Handballverein, dessen Männermannschaft an DHB-Pokalrunden teilnahm, bayerische Meisterschaften gewann und mehrere Jahre der dritthöchsten Spielklasse im deutschen Handball angehörte. Die TG-Handballer nehmen mit Männermannschaften, Damenteams und Nachwuchsmannschaften am Spielbetrieb des Bayerischen Handballverbandes (BHV) teil.